# Jean-Louis Porchet
Pour les articles homonymes, voir Porchet.
Jean-Louis Porchet, né à Lausanne (canton de Vaud) le 29 mars 1949 et mort le 31 mars 2025, est un producteur et réalisateur suisse.

## Biographie

### Carrière
Jean-Louis Porchet commence en 1968 un apprentissage de commerce, pendant lequel il collabore avec Marcel Ophüls pour Le Chagrin et la Pitié.
En 1970, il découvre le cinéma et décide de gérer à Lausanne Le XIIIe siècle ; il devient alors le producteur d'une trentaine de longs métrages, dont Trois couleurs, Bleu avec Juliette Binoche, qui remporte un Lion d'or à Venise, Merci pour le chocolat avec Isabelle Huppert et Jacques Dutronc, ou encore Ma vie en rose d'Alain Berliner.
En 1984, il fonde avec l'aide de Gérard Ruey CAB Production. En 2006, il produit une série télévisée, Le maître du zodiaque, ainsi que des documentaires tel La liste de Carla. En 2008, il passe derrière la caméra et réalise le portrait d'un couple de cinéphiles Pierre et Simone Blondeau (tous deux à la tête du ciné-club de Pontarlier), court-métrage intitulé Les yeux de Simone. En 2009, la première réalisation du producteur est montrée au Festival de Locarno sur la Piazza Grande en avant-première du film de Christoph Schaub Giulas Verschwinden.
Jean-Louis Porchet met fin à ses jours le 31 mars 2025 à l'âge de 76 ans.

## Sources
- « Jean-Louis Porchet », sur la base de données des personnalités vaudoises sur la plateforme « Patrinum » de la Bibliothèque cantonale et universitaire de Lausanne.
- L’émotion de Jean-Louis Porchet, entrepreneur en quête de poésie, 24 Heures, 7 juin 2007, série Le Portrait, p. 42
- Les rêves fous de J.-L. Porchet : Gilbert Salem
- Le Temps, 5 août 2009, p. 18
- Jean-Louis Porchet. Les yeux et le cœur L'Hebdo, 6 août 2009, no 32, p. 52-55
- www.vaudfilm.ch